# Maio
Maio (portugisisk for maj) er den østligste af øerne i øgruppen Sotavento, Kap Verde. Maio ligger syd for øen Boa Vista og øst for Santiago. Øen har fået sit navn efter at europæiske opdagelsesrejsende så øen for første gang 1. maj 1460. Maio er kendt for sine træer, noget som er usædvanligt for Kap Verde.
Øens største by er Vila do Maio, også kendt som Porto Inglês, med 1.561 indbyggere.
Øen har en befolkning på 5.435 indbyggere. Arealet er på 269 km² og der er en befolkningstæthed på 20,2 pr. km². Øens højeste bjerg, Monte Penoso på 436 moh, ligger på østkysten i en lille bjergkæde.
15°13′50″N 23°09′22″V / 15.2306°N 23.1561°V